# 圣克鲁瓦-沃尔韦斯特
圣克鲁瓦-沃尔韦斯特（法語：Sainte-Croix-Volvestre）是法国阿列日省的一个市镇，属于圣日龙区和波特迪库瑟朗县（Portes du Couserans）。该市镇2009年时的人口为626人。

## 人口
圣克鲁瓦-沃尔韦斯特人口变化图示
| 数据来源：INSEE |